# 松山インターチェンジ (愛媛県)

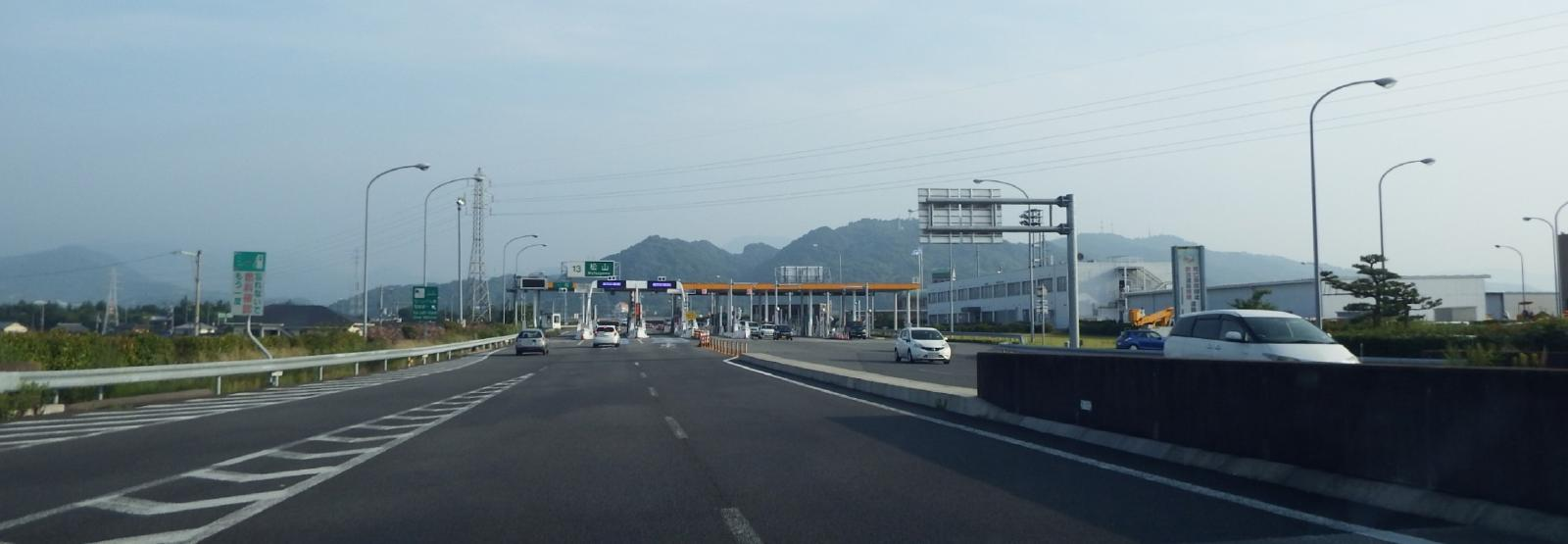
料金所入口全景

松山インターチェンジ（まつやまインターチェンジ）は、愛媛県松山市井門町にある、松山自動車道のインターチェンジである。ここから宇和島方面は暫定2車線になる。
また、松山外環状道路の松山ジャンクションが併設されており、本項で併せて記述する。

## 概要
松山ICには、西日本高速道路株式会社 四国支社愛媛高速道路事務所と愛媛県警察高速道路交通警察隊松山本隊が併設されている。
愛媛県の県庁所在地である松山市の中心部に最も近く、道後温泉への最寄インターチェンジである。
高速道路ナンバリングでは、当ICを境に川之江JCT方面が「E11」、宇和島北IC方面が「E56」となっている。

## 歴史
- 1997年（平成9年）2月26日 : 川内IC - 伊予IC間の開通に伴い供用開始[2]。

## 周辺
- 豊島家住宅
- 四国運輸局愛媛運輸支局
- 松山市立南第二中学校
- 愛媛県立松山中央高等学校

## 接続する道路
- 国道33号
- 愛媛県道190号久米垣生線

## 料金所
- ブース数 : 8

### 入口
- ブース数 : 3
  - ETC専用および一般またはETC・一般の可変式ブース : 2
  - 一般 : 1

### 出口
- ブース数 : 5
  - ETC専用 : 1
  - ETC専用および一般またはETC・一般の可変式ブース : 2
  - 一般 : 2

## 松山ジャンクション
松山ジャンクション（まつやまジャンクション）は、愛媛県松山市井門町と同市北井門2丁目および同市北井門4丁目にある、松山外環状道路と松山自動車道 松山ICを接続するジャンクションである。

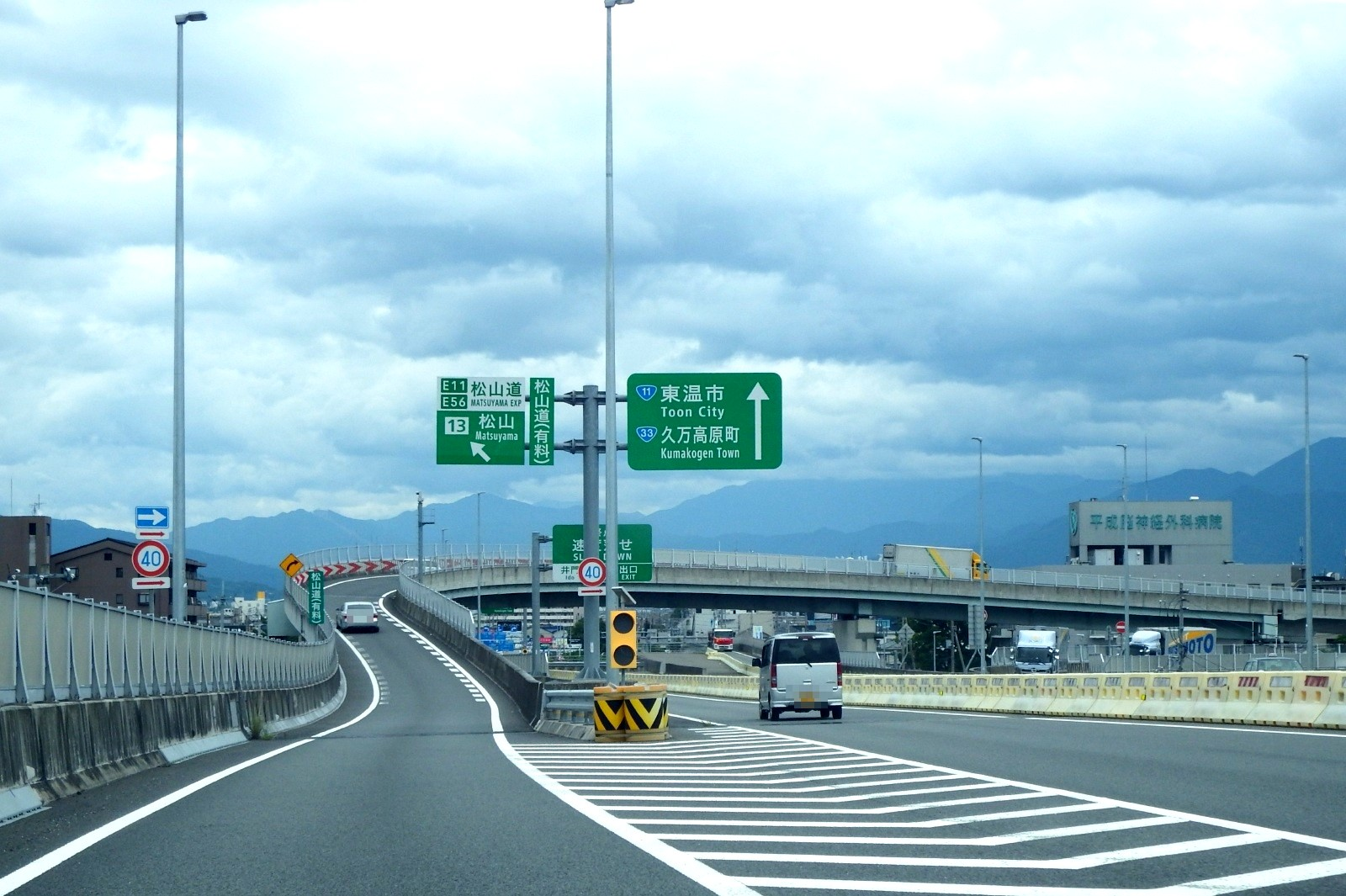
松山JCT 上り

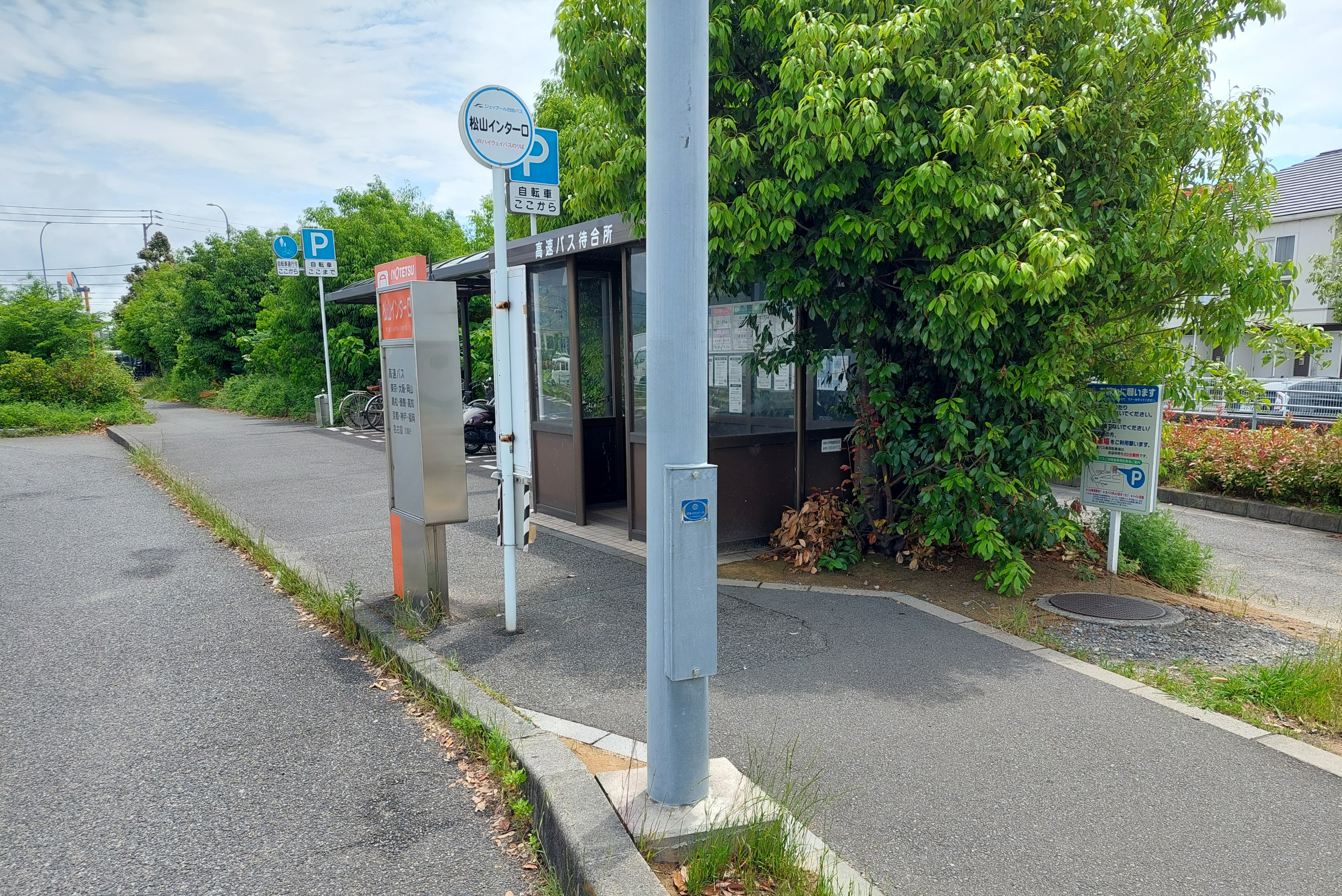
松山インター口バス停

### 概要
松山JCTは、松山ICと余戸南IC方面を相互接続するランプのみ設置されたハーフジャンクションとなっており、来住IC方面と松山ICの相互接続はしていない構造となっている。

### 歴史
- 2014年（平成26年）3月26日 : 井門IC - 古川IC間の開通に伴い供用開始[3]。

### 周辺
- 未来夢保育園
- 西日本高速道路株式会社四国支社愛媛高速道路事務所
- 豊島家住宅
- 松山市立南中学校
- 愛媛県松山南警察署
- 愛媛県立松山中央高等学校
- 伊豫豆比古命神社（椿神社）
- 松山市立石井東小学校

### 接続する道路
- E11 / E56 松山自動車道

## 高速バス
本IC東方の国道33号連絡路西行き車線上（松山外環状道路井門ICの手前）に伊予鉄バスが松山インター口バス停を設置している。ジェイアール四国バスが関与している路線以外は乗降とも使用するが、同社が関与する路線では伊予鉄バスが共同運行に参加している路線も含めて乗車のみで、降車は国道33号北行き車線上にある一般路線バスの乙井橋バス停を松山インター口としている。
| 路線名・愛称                            | 運行会社                                                    | 行先                                 |
| --------------------------------------- | ----------------------------------------------------------- | ------------------------------------ |
| オレンジライナーえひめ号 （東京）       | 伊予鉄バス 西東京バス                                       | 横浜駅・バスタ新宿                   |
| 瀬戸内エクスプレス名古屋号              | JR四国バス JR東海バス 伊予鉄バス 名鉄バス                   | 名古屋駅                             |
| 松山エクスプレス号 京阪神ドリーム松山号 | JR四国バス 西日本JRバス                                     | 三宮バスターミナル・大阪駅・京都駅   |
| オレンジライナーえひめ号 （大阪）       | 伊予鉄バス 阪急バス                                         | 阪急三番街高速バスターミナル・京都駅 |
| ハーバーライナー                        | 伊予鉄バス 神姫バス                                         | 神戸三宮                             |
| マドンナエクスプレス                    | 伊予鉄バス JR四国バス 両備バス 下電バス                     | 岡山駅                               |
| キララエクスプレス                      | 伊予鉄バス 瀬戸内しまなみリーディング 中国バス 本四バス開発 | 新尾道駅・福山駅                     |
| 道後エクスプレスふくおか                | 伊予鉄バス 伊予鉄南予バス 瀬戸内運輸                        | 西鉄天神高速バスターミナル           |
| 吉野川エクスプレス                      | 伊予鉄バス JR四国バス 徳島バス                              | 徳島駅                               |
| 坊っちゃんエクスプレス                  | 伊予鉄バス 四国高速バス JR四国バス                          | 高松駅                               |
| ホエールエクスプレス                    | 伊予鉄バス とさでん交通                                     | 高知駅                               |
| なんごくエクスプレス                    | JR四国バス                                                  | 高知駅                               |

一般路線バスの乙井橋バス停には伊予鉄バスの森松・砥部線・拝志線（松山市駅・立花駅前方面 / えひめこどもの城・大岩橋・断層口・上林皿ヶ嶺登山口方面）が停車する。

## 隣
E11 松山自動車道
(12) 川内IC - (12-1) 東温SIC - (13) 松山IC
E56 松山自動車道
(13) 松山IC - 伊予灘SA - (14) 伊予IC
松山外環状道路
井門IC - 松山JCT - 古川IC